# Leon Ames

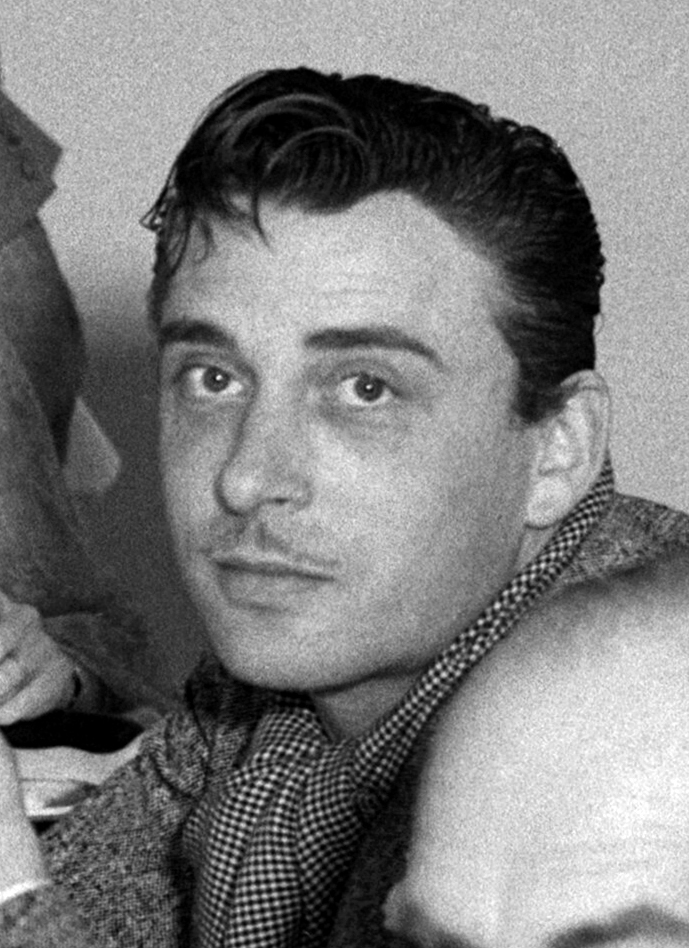
Leon Ames (1928)

Leon Ames (* 20. Januar 1902 in Portland, Indiana, als Leon Waycoff; † 12. Oktober 1993 in Laguna Beach, Kalifornien) war ein US-amerikanischer Schauspieler, der insbesondere für seine Darstellungen von Familienvätern bekannt war. Zwischen 1931 und 1986 wirkte er an über 150 Film- und Fernsehproduktionen mit.

## Leben und Karriere
Leon Ames wurde 1902 als Sohn russischer Einwanderer in einer Kleinstadt des US-Bundesstaates Indiana geboren. Unter seinem Geburtsnamen Leon Waycoff trat er in einigen seiner frühen Filme auf, ehe er im Jahr 1935 den Künstlernamen Leon Ames annahm. Er wollte früh Schauspieler werden und schloss sich als junger Mann verschiedenen Theatertruppen an, mit denen er quer durch die USA tourte. Anfangs hatte er nur durchwachsenen Erfolg und musste sich seinen Lebensunterhalt zeitweise zusätzlich als Schuhputzer verdienen. Seinen ersten Filmauftritt absolvierte Ames im Jahr 1931, als er in Rowland Browns Kriminalfilm Quick Millions an der Seite von Spencer Tracy eine Nebenrolle hatte. In den folgenden Jahren übernahm Ames verschiedene Haupt- und Nebenrollen in vielen B-Movies. Den bekanntesten Auftritt seiner frühen Filmkarriere hatte er 1932 im Horrorfilm Mord in der Rue Morgue, wo er als Held seine Geliebte aus den Händen des mörderischen Bela Lugosi befreien muss.
Im Jahr 1933 war Ames mit der Komödie It Pays to Sin erstmals am New Yorker Broadway zu sehen. Insgesamt sollte er bis 1958 in rund ein Dutzend Broadway-Produktionen mitspielen, darunter vor allem Komödien wie Bright Honor und The Male Animal. In Hollywood blieb Ames in den 1930er-Jahren und frühen 1940er-Jahren oftmals auf unfreundliche Nebenrollen beschränkt. Der durchschlagende Erfolg stellte sich für Ames erst 1944 durch Vincente Minnellis Musicalfilm Meet Me in St. Louis ein, in dem er den Vater von Judy Garland und Margaret O’Brien verkörperte. In der Folge wurde Ames häufiger als etwas steifer, konservativ tickender Familienvater besetzt, der sich aber letztlich doch verständnisvoll und gütig zeigt. Das Rollenfach des Vaters bediente er auch in Filmen wie Kleine tapfere Jo (1949) und in den Fernsehserien Life with Father und Father of the Bride. Anfang der 1960er-Jahre verkörperte er neben Fred MacMurray den Präsidenten Daggett in den Disney-Komödien Der fliegende Pauker und Der Pauker kann’s nicht lassen. Von 1963 bis 1965 sah man ihn in einer festen Nebenrolle als Colonel Gordon Kirkwood in der Fernsehserie Mr. Ed an der Seite von Alan Young. 
Leon Ames zählte im Jahr 1933 zu den Mitbegründern der Schauspielergewerkschaft Screen Actors Guild. Über 30 Jahre gehörte er zu deren Vorstandsmitgliedern, zwischen 1957 und 1958 fungierte er zudem als Präsident der Gewerkschaft. In den 1960er-Jahren gehörten ihm vier Autovermietungen im Umkreis von Los Angeles, die er später im fortgeschrittenen Alter verkaufte. Trotz dieser beträchtlichen Einnahmequelle betätigte sich Ames bis ins hohe Alter als Schauspieler. Im Kriegsfilm Tora! Tora! Tora! spielte er 1970 den US-Marineminister John Knox, zwei Jahre später stellte er in Peter Ustinovs schwarzer Komödie Hammersmith ist raus neben Richard Burton einen General dar. Seine letzte Rolle übernahm er im Jahr 1986 in Francis Ford Coppolas Spielfilm Peggy Sue hat geheiratet als Großvater der von Kathleen Turner dargestellten Hauptfigur.
Bei Dreharbeiten lernte er seine Ehefrau Christine Gossett (1912–2005) kennen, die gerade frisch als junge Schauspielerin bei 20th Century Fox engagiert war. Sie heirateten 1938 und waren über 55 Jahre bis zu Ames’ Tod verheiratet. Sie hatten zwei Kinder. Leon Ames starb 1993 im Alter von 91 Jahren nach einem Schlaganfall. Sein Grab befindet sich im Forest Lawn Memorial Park in Hollywood.

## Filmografie (Auswahl)
- 1931: Quick Millions
- 1932: Mord in der Rue Morgue (Murders in the Rue Morgue)
- 1932: Rettender Ruin (A Successful Calamity)
- 1932: That’s My Boy
- 1932: Silberdollar (Silver Dollar)
- 1933: Forgotten
- 1933: Ship of Wanted Man
- 1933: Eine Frau vergisst nicht (Only Yesterday)
- 1934: Das Rätsel von Monte Christo (The Count of Monte Cristo)
- 1935: Die öffentliche Meinung (Reckless)
- 1936: Death in the Air
- 1937: Charlie Chan am Broadway (Charlie Chan on Broadway)
- 1937: Dangerously Yours
- 1938: Blaubarts achte Frau (Bluebeard’s Eight Wife)
- 1938: Mr. Moto und der Kronleuchter (Mysterious Mr. Moto)
- 1938: Suez
- 1939: Allein gegen die Unterwelt (Blackwell’s Island)
- 1939: Mr. Moto und die geheimnisvolle Insel (Mr. Moto in Danger Island)
- 1939: Rache für Alamo (Man of Conquest)
- 1940: East Side Kids
- 1943: The Iron Major
- 1944: Dreißig Sekunden über Tokio (Thirty Seconds Over Tokyo)
- 1944: Der dünne Mann kehrt heim (The Thin Man Goes Home)
- 1944: Meet Me in St. Louis
- 1945: Between Two Women
- 1945: Son of Lassie
- 1945: Urlaub in Hollywood (Anchors Aweigh)
- 1945: Weekend im Waldorf (Week-End at the Waldorf)
- 1945: Yolanda und der Dieb (Yolanda and the Thief)
- 1945: Schnellboote vor Bataan (They Were Expendable)
- 1946: Im Netz der Leidenschaften (The Postman Always Rings Twice)
- 1946: Die Dame im See (Lady in the Lake)
- 1947: Das Lied vom dünnen Mann (Song of the Thin Man)
- 1947: Hoppla, hier kommt Merton! (Merton of the Movies)
- 1948: Auf einer Insel mit dir (On an Island with You)
- 1948: Die bronzene Göttin (The Velvet Touch)
- 1948: Wirbel um Judy (A Date with Judy)
- 1949: Kleine tapfere Jo (Little Women)
- 1949: Hoher Einsatz (Any Number Can Play)
- 1949: Sumpf des Verbrechens (Scene of the Crime)
- 1949: Kesselschlacht (Battleground)
- 1950: Die Letzten von Fort Gamble (Ambush)
- 1950: Von Katzen und Katern (The Big Hangover)
- 1950: Hexenkessel (Crisis)
- 1950: Wilde Jahre in Lawrenceville (The Happy Years)
- 1950: Brustbild, bitte! (Watch the Birdie)
- 1951: Romanze mit Hindernissen (On Moonlight Bay)
- 1951: Der große Zug nach Santa Fé (Cattle Drive)
- 1952: Engelsgesicht (Angel Face)
- 1953: Heiratet Marjorie? (By the Light of the Silvery Moon)
- 1953: Diese Frau vergißt man nicht (Let’s Do It Again)
- 1953: Jagdstaffel z.b.V. (Sabre Jet)
- 1953–1955: Wenn Vater nicht wär … (Life with Father, Fernsehserie, unbekannte Folgenzahl)
- 1957: Glut unter der Asche (Peyton Place)
- 1960: Von der Terrasse (From the Terrace)
- 1961: Der fliegende Pauker (The Absent-Minded Professor)
- 1961–1962: Father of the Bride (Fernsehserie, 34 Folgen)
- 1962: Der Pauker kann’s nicht lassen (Son of Flubber)
- 1963–1965: Mr. Ed (Mister Ed, Fernsehserie, 38 Folgen)
- 1964: Merlin Jones – Der Mann, der zuviel wußte (The Misadventures of Merlin Jones)
- 1965: Eine Uni voller Affen (The Monkey’s Uncle)
- 1966: The Beverly Hillbillies (Fernsehserie, zwei Folgen)
- 1968: Meine drei Söhne (My Three Sons, Fernsehserie, vier Folgen)
- 1970: Verliebt in eine Hexe (Bewitched, Fernsehserie, Folge 6x21)
- 1970: Der Geist und Mrs. Muir (The Ghost & Mrs. Muir, Fernsehserie, Folge 2x24)
- 1970: Einst kommt der Tag… (On a Clear Day You Can See Forever)
- 1970: Tora! Tora! Tora!
- 1971: Die Leute von der Shiloh Ranch (The Virginian, Fernsehserie, Folge 9x16)
- 1972: Hammersmith ist raus (Hammersmith Is Out)
- 1973: Die Sieben vom Holzfällercamp (Timber Tramps)
- 1975: Das Florida-Projekt (The Meal)
- 1975: Die Jeffersons (The Jeffersons, Fernsehserie, Folge 2x10)
- 1976: Sherlock Holmes in New York (Fernsehfilm)
- 1977: Notruf California (Emergency!, Fernsehserie, Folge 6x22)
- 1979: Nur du und ich (Just You and Me, Kid)
- 1983: Das letzte Testament (Testament)
- 1986: Jake Speed
- 1986: Peggy Sue hat geheiratet (Peggy Sue Got Married)